# Sint-Adolphuskerk
De rooms-katholieke Sint-Adolphuskerk (Duits: Kirche Sankt Adolphus) is gelegen aan de Kaiserswerther Straße 62 in het Düsseldorfse stadsdeel Pempelfort.

## Patrocinium
De kerk werd gewijd aan de relatief onbekende heilige Adolphus, een Spaanse martelaar die volgens de geschriften van de Eugolius samen met 48 andere christenen in de jaren 851-859 door de emir van Córdoba werden onthoofd wegens belediging van de islam. De ten zuiden van de kerk aangrenzende Cordobastraße verwijst hiernaar.

## Geschiedenis
In 1898 ontving de architect Caspar Clemens Pickel de opdracht om de kerk te ontwerpen. Voor de uitvoering van het gehele ontwerp ontbraken de financiële middelen en daarom werd eerst het middendeel gebouwd. Op 1 maart 1903 werd de kerk ingewijd. In 1912 werden de werkzaamheden voortgezet met de bouw van het dwarsschip, de viering en het koor en in de zomer van 1913 de beide torens. De wijding van de voltooide kerk volgde op 24 oktober 1914.
Tijdens het grote bombardement in de nacht van 12 juni 1943 werd de kerk door vijf brandbommen getroffen. Het godshuis werd bij een nieuw bombardement op 2 november 1944 nogmaals geraakt en volledig verwoest. De Sint-Adolphuskerk was een van de zwaarst beschadigde kerkgebouwen van Düsseldorf. Ook het in 1929 opgerichte hoogaltaar met het grootse Christuskruis omringd door de beelden van de apostelen werd geheel vernietigd.
Na de oorlog bouwde men eerst een noodkerk. De herbouw van de Sint-Adolphuskerk begon in 1947. De zes klokken die in 1942 in beslag waren genomen om ze om te smelten voor de wapenindustrie keerden na de oorlog terug. Het kerkgebouw was in 1951 weer voltooid. Het mozaïek van Christus boven het hoofdaltaar (1955) en de nieuwe kerkvensters (1956) werden door Richard Seewald vervaardigd.
De kerk werd in de periode 1975-2005 grondig gerenoveerd, nadat men vaststelde dat de snelle herbouw na de oorlog tot vele gebreken had geleid.

## Omschrijving
De voor de Pfalzstraße beeldbepalende Sint-Adolphuskerk werd gebouwd in neoromaanse stijl. Het gebouw heeft twee torens en heeft het concept van een basiliek, waarvan de opbouw van het torenfront sterke gelijkenissen vertoont de Sint-Heribertkerk te Keulen. Aan de torens bevinden zich Moorse architectonische en decoratieve elementen.

## Orgel
Het orgel werd in 1952 door Romanus Seifert & Sohn gebouwd. Het kegellade-instrument bezit 46 registers op drie manualen en pedaal. De speel- en registertracturen zijn elektrisch.